# Thompsons sluiptimalia
Thompsons sluiptimalia (Robsonius thompsoni) is een zangvogel uit de familie Locustellidae die alleen voorkomt op de Filipijnen. Deze vogel is genoemd naar de Amerikaanse ornitholoog Max C. Thompson. Thompsons sluiptimalia lijkt op Rands sluiptimalia en werd vroeger als een ondersoort daarvan beschouwd.

## Verspreiding en leefgebied
Deze vogel komt voor in het noorden van het eiland Luzon in de Sierra Madre.